# 고양오금초등학교
고양오금초등학교(高陽梧琴初等學校)는 대한민국 경기도 고양시 덕양구에 있는 공립 초등학교이다.

## 연혁
- 2013.07.26 고양오금초등학교 설립계획 승인
- 2016.03.01 초대 김정순 교장 취임
- 2016.03.01 고양오금초등학교 개교(7학급)
- 2017.02.10 제1회 졸업식(5명)
- 2017.03.01 일반학급 9학급, 특수학급 1학급 편성
- 2018.02.09 제2회 졸업식(졸업생 13명)
- 2018.03.02 일반학급 12학급, 특수학급 1학급 편성
- 2024. 현재 일반 학급 31학급, 특수학급 1학급 편성

## 참고 자료
- 고양오금초등학교 - 한국교육학술정보원 학교알리미